# Chaetococcus turanicus
Chaetococcus turanicus är en insektsart som beskrevs av Borchsenius 1949. Chaetococcus turanicus ingår i släktet Chaetococcus och familjen ullsköldlöss. Inga underarter finns listade i Catalogue of Life.